# 喜井黄羊
喜井 黄羊（きい こうよう、1901年9月12日 - 1997年）は、日本の画家。徳島県海部郡美波町（旧由岐町）出身。富岡鉄斎の流派を受け継いだ日本画家として知られる。

## 経歴
徳島県海部郡由岐町に生まれる。関西芸術院を卒業後、1932年、矢野鉄山に師事し、本格的に南画を学ぶ。新文展、日展などに出品する。大阪美術協会常任委員監査、吹田市美術家連盟役員、吹田市展審査員、大阪美術家協会委員などを歴任した。文部大臣賞、大阪府芸術文化功労賞、吹田市文化賞を受賞。紺綬褒章受章。由岐町名誉町民。